# Friends of Lulu
Friends of Lulu est une association de femmes travaillant dans le milieu des comics. Elle décernait de 1997 à 2010 les Prix Lulu (anglais : Lulu Awards) pour les comics qui promouvait les autrices de bande dessinée. La remise des prix s'est déroulée jusqu'en 2007 au Comic Con de San Diego, en 2008 au Museum of Comic and Cartoon Art, en 2010 au Long Beach Comic Con.

## Organisation
Friends of Lulu est formée dans les années 1990. Son but est de développer le lectorat féminin et de mettre en valeur les autrices de comics. Alors que dans les années 1970, les autrices créaient surtout des comics underground au message politique prononcé, les membres de Friends of Lulu veulent s'imposer dans le monde des comics grand public.  

## Liste des lauréats[2]

### Lulu de l'année
Ce prix, nommé « Lulu of the Year » en anglais, récompensait « la créatrice, le livre ou l'entité dont le travail illustre le mieux la déclaration d'intention des Friends of Lulu ».
| Année | Auteure récompensée                  | Œuvre distinguée                         | Maison d'édition            |
| ----- | ------------------------------------ | ---------------------------------------- | --------------------------- |
| 1997  | Trina Robbins                        | The Great Women Superheroes              | Kitchen Sink Press          |
| 1998  | Sarah Dyer (éditrice)                | Action Girls                             | Slave Labor Graphics        |
| 1999  | Jill Thompson                        | Scary Godmother                          | Sirius Entertainment (en)   |
| 2000  | Trina Robbins                        | From Girls to Grrrlz                     | Chronicle Books             |
| 2001  | Anne Timmons (dessin)                | Go Girl!                                 | Dark Horse Comics           |
| 2001  | Trina Robbins (scénario)             | Go Girl!                                 | Dark Horse Comics           |
| 2002  | Marcia Allas (éditrice)              | Sequential Tart (en)                     | Site Internet               |
| 2003  | Joe Field (organisatrice)            | Free Comic Book Day                      |                             |
| 2004  | Lea Hernandez (éditrice)             | Girlamatic.com                           | Site Internet               |
| 2005  | Shaenon Garrity                      | Girlamatic.com                           | Site Internet               |
| 2006  | Collection « Graphix » de Scholastic | Les Baby-Sitters, Queen Bee, Breaking Up | Scholastic                  |
| 2007  | Abby Denson                          | Tough Love: High School Confidential     | Auto-édité (Manic D. Press) |
| 2008  | Marjane Satrapi                      | Persepolis                               | Pantheon Books              |
| 2009  | Danielle Corsetto (en)               | Girls with Slingshots (en)               | Site Internet               |
| 2010  | Kate Beaton                          | Diantre ! Un manant                      | Drawn & Quarterly           |

### Prix Kimberly Yale du meilleur nouveau talent féminin
Ce prix, nommé « Kimberly Yale Award for Best New Female Talent » en anglais (« Most Talented Newcomer » en 2009 et 2010), récompensait une auteure ayant publié son premier travail moins de deux ans auparavant, trois si auto-édité.
| Année | Auteure récompensée  | Œuvre distinguée                    | Maison d'édition |
| ----- | -------------------- | ----------------------------------- | ---------------- |
| 1997  | Jessica Abel         | Artbabe                             | Auto-édité       |
| 1998  | Carla Speed McNeil   | Finder                              | Auto-édité       |
| 1999  | Devin K. Grayson     | Catwoman / Veuve noire              | DC Comics        |
| 2000  | Rachel Hartman (en)  | Amy Unbounded (en)                  | Auto-édité       |
| 2001  | Anne Timmons         | Go Girl!                            | Auto-édité       |
| 2002  | Gisèle Lagacé        | Cool Cat Studio                     | En ligne         |
| 2002  | Ashley-Jane Nicolaus | Haven                               |                  |
| 2003  | Raina Telgemeier     | Take Out Comics                     | Auto-édité       |
| 2004  | Lark Pien            | Long Tail Kitty                     | Auto-édité       |
| 2005  | Vera Brosgol         | Hopeless Savages: B-sides           | Oni Press        |
| 2005  | Vera Brosgol         | « I wish... » dans Flight (en) no 1 | Image Comics     |
| 2006  | Leigh Dragoon (en)   | By the Wayside                      | En ligne         |
| 2007  | Rachel Nabors (en)   | Crow Princess, Rachel the Great     | Auto-édité       |
| 2008  | Martina Fugazzotto   |                                     |                  |
| 2009  | Kate Beaton          | Diantre ! Un manant                 | En ligne         |
| 2010  | Kathryn Immonen      | Les Fugitifs                        | Marvel Comics    |

### Temple de la renommée des auteures de bande dessinée
Nommé en anglais « Women Cartoonists Hall of Fame » de 1997 à 2008 et « The Female Cartoonists And Comic Book Writer’s Hall Of Fame » en 2009-2010 distinguait chaque année une femme ayant marqué la bande dessinée américaine.
| Année | Auteure récompensée   | Dates                |
| ----- | --------------------- | -------------------- |
| 1997  | Marie Severin         | 1926-2018            |
| 1998  | Dale Messick          | 1906-2005            |
| 1999  | Ramona Fradon         | 1926-2024            |
| 2000  | Marge Henderson Buell | 1904-1993 (posthume) |
| 2001  | Trina Robbins         | 1938-2024            |
| 2001  | Hilda Terry           | 1914-2006            |
| 2002  | Lynn Johnston         | 1947-                |
| 2003  | Wendy Pini            | 1951-                |
| 2004  | Lynda Barry           | 1956-                |
| 2005  | Donna Barr            | 1952-                |
| 2006  | Roberta Gregory       | 1953-                |
| 2007  | Colleen Doran         | 1964-                |
| 2008  | Nell Brinkley         | 1886-1944 (posthume) |
| 2009  | Gail Simone           | 1974-                |
| 2010  | Alison Bechdel        | 1960-                |

### Prix de la Femme méritante
Ce prix, nommé « Woman of Distinction Award » en anglais et remis de 2003 à 2010, récompensait une femme ayant accompli des choses remarquables dans le milieu de la bande dessinée hors création.
| Année | Personnalité récompensée | Rôle                                       |
| ----- | ------------------------ | ------------------------------------------ |
| 2004  | Maggie Thompson          | Éditrice (Comics Buyer's Guide)            |
| 2005  | Heidi MacDonald (en)     | Éditrice (The Beat)                        |
| 2006  | Diana Schutz             | Éditrice (Dark Horse Comics)               |
| 2007  | Jennifer de Guzman       | Éditrice principale (Slave Labor Graphics) |
| 2008  | Shelly Bond              | Éditrice (Vertigo)                         |
| 2009  | Joanne Carter Siegel     | Muse de Jerry Siegel                       |
| 2010  | Lauren Sankovitch        | Éditrice (Marvel Comics)                   |

### Autres prix
Prix du Bénévole de l'année
Ce prix, nommé « Volunteer of the Year Award » en anglais et remis de 2002 à 2008, récompensait une ou plusieurs personnes faisant avancer la cause du prix, élu par les membres de l'association Friends of Lulu.
| Année | Personnalité récompensée | Rôle                                                              |
| ----- | ------------------------ | ----------------------------------------------------------------- |
| 2002  | Elayne Riggs             | Ancienne présidente de la section new-yorkaise de Friends of Lulu |
| 2003  | Dave Roman (en)          | Éditeur de Broad Appeal                                           |
| 2003  | Chris Kohler             | Webmaster                                                         |
| 2004  | Charlie Boatner          |                                                                   |
| 2005  | Marc Wilkofsky           | Membre de la section new-yorkaise                                 |
| 2006  | Donnie Tracey            | Gotham City Limits                                                |
| 2007  | MK Redd                  |                                                                   |
| 2007  | Robin Enrico             |                                                                   |
| 2008  | Lee Binswanger           |                                                                   |
| 2009  | Marion Vitus             |                                                                   |

Prix Leah Adezio de la meilleure œuvre pour enfant
Ce prix, nommé « Leah Adezio Award for Best Kid-Friendly Work » en anglais et remis en 2009 et 2010, récompensait le ou les auteurs d'une bande dessinée pour enfant publiée l'année précédant la sélection des nommés.
| Année | Dessinateur | Scénariste   | Œuvre distinguée     | Maison d'édition          |
| ----- | ----------- | ------------ | -------------------- | ------------------------- |
| 2009  | Nathan Hale | Shannon Hale | Rapunzel's Revenge   | Bloomsbury Children Books |
| 2010  | Diana Nock  | Diana Nock   | The Intrepid Girlbot | Jinxville Comics          |

Meilleur personnage féminin
Ce prix, nommé « Best Female Character » en anglais et remis en 2009 et 2010, récompensait le créateur d'un personnage de bande dessinée féminin.
| Année | Personnage        | Œuvre         | Auteur             |
| ----- | ----------------- | ------------- | ------------------ |
| 2009  | Monica Villarreal | Wapsi Square  | Paul Taylor        |
| 2010  | Ramona Flowers    | Scott Pilgrim | Bryan Lee O'Malley |